# Циклічна парова стимуляція

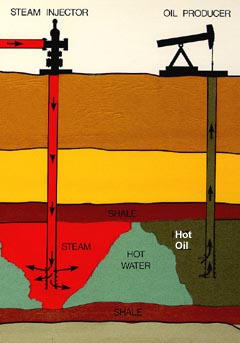
Пару вводять у багато нафтових родовищ, де нафта густіша та важча за звичайну сиру нафту.

Циклічна парова стимуляція (Пароциклічна обробка свердловин) — метод збільшення нафтовилучення.

## Загальний опис
Спочатку пара закачується в свердловину при температурі від 300 до 340° С на період від тижнів до місяців. Потім свердловину залишають на кілька днів або тижнів, щоб тепло проникло в пласт. Нарешті, гаряча нафта викачується зі свердловини протягом декількох тижнів або місяців. Коли дебіт падає, свердловина проходить ще один цикл нагнітання, витримки та видобутку. Цей процес повторюється до тих пір, поки вартість впорскування пари не стане вищою за гроші, отримані від виробництва нафти. Перевага методу CSS полягає в тому, що коефіцієнти відновлення становлять приблизно від 20 до 25 %, а недолік полягає в тому, що вартість впорскування пари висока.
Впорскування пари стає все більш поширеним методом видобутку важкої сирої нафти. Використовується в комерційних цілях з 1960-х років, основний тип термічної стимуляції нафтових пластів. Впорскування пари широко використовується в долині Сан-Хоакін у Каліфорнії (США), в районі озера Маракайбо у Венесуелі та нафтових пісках північної Альберти, Канада.
Механізм проходить через цикли впорскування пари. Спочатку пара закачується в свердловину при температурі від 300 до 340° Цельсія на період від тижнів до місяців. Потім свердловину залишають на кілька днів або тижнів, щоб тепло проникло в пласт. Нарешті, гаряча нафта викачується зі свердловини протягом декількох тижнів або місяців. Коли дебіт падає, свердловина проходить ще один цикл нагнітання, витримки та видобутку. Цей процес повторюється до тих пір, поки вартість впорскування пари не стане вищою за гроші, отримані від виробництва нафти.

## Механізм процесів
Механізм процесів, що відбуваються у пласті, досить складний і супроводжується тими ж явищами, що і витіснення нафти парою, але додатково відбувається протитечійна капілярна фільтрація, перероз-поділ у мікронеоднорідному середовищі нафти і води (конденсату) під час витримки без відбору рідини із свердловин. При нагнітанні пари в пласт вона, природно, впроваджується у найбільш проникні шари і великі пори пласта. Під час витримування у прогрітій зоні пласта відбувається активний перерозподіл насиченості за рахунок капілярних сил: гарячий конденсат витісняє, заміщує малов'язку нафту з мезо- та дрібних пор і слабопроникних лінз (шарів) у великі пори і високопроникні шари, тобто міняється з нею місцями.
Саме такий перерозподіл насиченості пласта нафтою і конденсатом і є фізичною основою процесу вилучення нафти за допомогою пароциклічного впливу на пласти. Без капілярного обміну нафтою і конденсатом ефект від пароциклічного впливу був би мінімальним і вичерпувався б за перший цикл.
Технологія пароциклічного впливу на пласт полягає у послідовній реалізації трьох етапів (операцій):
- закачування пари;
- конденсації пари;
- видобутку рідини.

На першому етапі за певний проміжок часу з певним темпом відбувається нагнітання пари у свердловину, яке визначає розміри прогрівання зони. Протягом другого етапу відбувається повна конденсація пари і всмоктування нафти з «холодної» області пласта у прогріту зону. На третьому етапі за рахунок термічної обробки пласта при відборі флюїду дебіт свердловини збільшується, і час відбору флюїду буде обумовлений падінням дебіту до початкового рівня, близького за значенням до дебіту без пароциклічної обробки.